# Беляевское (Удмуртия)
Беляевское — деревня в Игринском районе Удмуртии.

## География
Деревня находится в 38 км от районного центра.
В деревне три улицыː Центральная, Колхозная и Садовая.

## Население
| 2010 | 2012 |
| ---- | ---- |
| 141  | ↘137 |

## Власть
Деревня в административном плане относится к Беляевскому сельскому поселению Игринского района Удмуртской Республики.